# Bruno Hartmann (Politiker)
Bruno Hartmann (* 24. September 1898 in Marienburg; † 14. Oktober 1963 in West-Berlin) war ein deutscher Politiker (CDU). Er war Landtagsabgeordneter im Landtag Mecklenburg-Vorpommern von 1950 bis 1952 und Schulleiter in Waren. In den 1950er Jahren flüchtete er nach West-Berlin.

## Leben
Bruno Hartmann besuchte bis 1912 die Bürgerschule in Marienburg. Er entschied sich für den Beruf als Volksschullehrer und absolvierte bis 1915 die Präparandie sowie bis 1918 das Lehrerseminar in Danzig. Nach der Lehrerprüfung 1918 trat Hartmann in den Danziger Schulbetrieb ein, wo er bis zu seiner Flucht 1945 tätig war. Er ließ sich in Waren nieder und leitete seit 1946 die dortige Mittelschule. Der CDU hatte sich Hartmann im September 1945 angeschlossen, bis 1947 war er Kreisvorsitzender in Waren. Nach der Parteisäuberung rückte Hartmann aufgrund der (nach Einheitslisten durchgeführten) Landtagswahlen in der DDR 1950 in den mecklenburgischen Landtag nach, dem er bis zur Auflösung 1952 angehörte. 1950 wählte ihn der Landesparteitag der CDU in den Landesvorstand. Nach einer Haftstrafe floh er in den 1950er Jahren nach West-Berlin.
Bruno Hartmann war verheiratet mit Elli (geb. Jung) und hatte zwei Kinder.